# كليفتون جي. باركر
كليفتون جي. باركر (بالإنجليزية: Clifton G. Parker)‏ هو محامي وسياسي أمريكي، ولد في 2 أكتوبر 1906 في الولايات المتحدة، وتوفي في 19 أبريل 1988. حزبياً، نشط في الحزب الجمهوري.